# Ikuo Yamahana
Ikuo Yamahana (jap. 山花郁夫 Yamahana Ikuo; ur. 18 stycznia 1967 w Chōfu – aglomeracja tokijska) – japoński polityk.

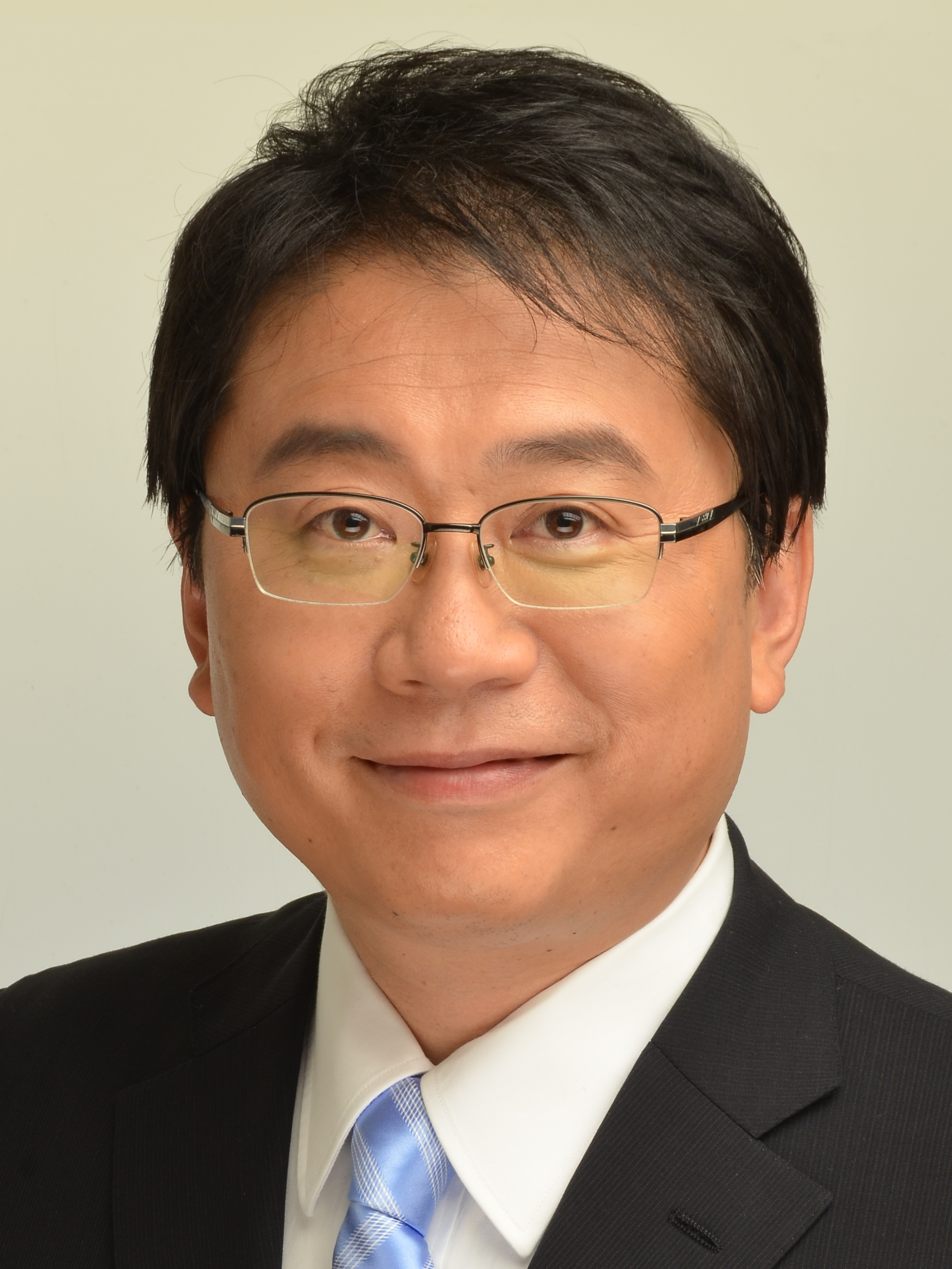
Ikuo Yamahana w 2012 roku

Ukończył prawo na Uniwersytecie Ritsumeikan (marzec 1989). W czerwcu 2000 został po raz pierwszy wybrany do Izby Reprezentantów. W listopadzie 2003 uzyskał reelekcję. Po raz trzeci wszedł w skład izby niższej w sierpniu 2009. Od sierpnia 2010 pełni funkcję parlamentarnego wiceministra spraw zagranicznych w rządzie Naoto Kana.
Jest członkiem Partii Demokratycznej.